# 江里口裕輝
江里口 裕輝（えりぐち ゆうき、1995年3月11日 -）は、地方競馬の大井競馬場東京都騎手会所属の騎手である。勝負服の柄は白、袖赤二本輪。福岡県出身。身長175cm、体重55kg、血液型B型。地方競馬教養センター騎手課程第90期生。父は馬主の江里口弘一郎。

## 来歴
2012年3月31日付けで地方競馬騎手免許を取得し、同年4月16日第1回大井競馬1日目第4競走3歳条件戦（37.5万円以上69.5万円未満）で父親の所有するゲッカリョウランに騎乗し初騎乗（13頭立て2番人気12着）。同年6月6日第4回大井競馬3日目第3競走C3四組五組一般戦をスプリングレイで優勝し、19戦目で初勝利（14頭立て1番人気）。同年10月15日付けで小野寺晋廣厩舎へと所属が変更された。
2013年7月6日から10月6日までの予定で高知競馬場で期間限定騎乗を行う。高知競馬での所属は田中譲二厩舎。
その後、延長を繰り返し最終的に2014年7月7日まで約1年間高知競馬で騎乗した。
2014年11月10日付けで負担重量軽減措置を自主的に返上した。
2015年2月11日第29回全日本新人王争覇戦に出場し、第1戦で3着、第2戦で8着となり総合4位（9人中）。同年11月23日に落馬、同日その後の騎乗を取りやめたが翌11月24日回復証明を提出し2鞍騎乗した。
2020年12月7日付で東京都騎手会所属となることが発表された。
地方通算成績は1368戦44勝・2着66回・3着81回・勝率3.2%・連対率8.0%（2019年3月10日現在）